# Chicago Condors
Le Chicago Condors sono state una franchigia di pallacanestro della ABL, con sede a Chicago, nell'Illinois, attive nel 1998.
Disputarono una stagione nella ABL. Avevano un record di 4-8 quando la lega fallì nel dicembre 1998.

## Stagioni
| Stagione | Lega | Denominazione   | V | P | %    | Piazzamento | Play-off |
| -------- | ---- | --------------- | - | - | ---- | ----------- | -------- |
| 1998-99  | ABL  | Chicago Condors | 4 | 8 | 33,3 | 3º          | -        |